# Араканцы
Араканцы (точнее — канран) (араканск. ရခိုင်လူမျိုး [ɹəkʰàiɰ̃ lùmjó], бирм. ရခိုင်လူမျိုး [jəkʰàiɰ̃ lùmjó]) — этнографическая группа бирманцев, проживающих на территории от Саканмо до границ Бирмы с Бангладеш.

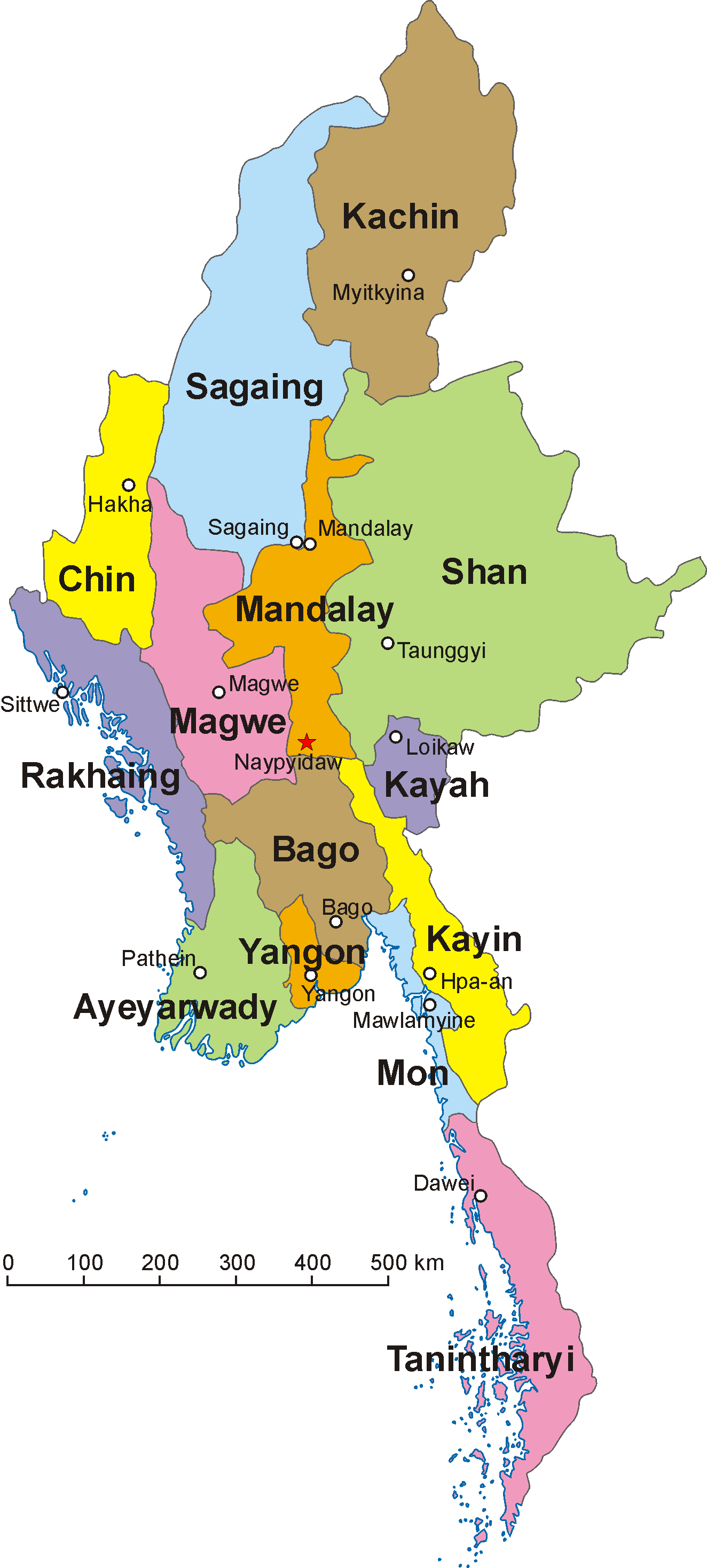
Мьянма

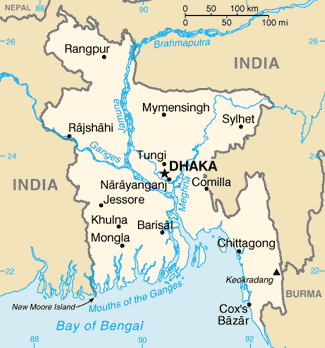
Карта Бангладеш

## Численность населения и религия
Численность населения по данным на 1958 год — более 200 тыс. чел. Араканцы говорят на диалекте бирманского языка.

## Религия
Религия араканцев — буддизм Тхеравады.

## Тип семьи и брака
Как и у бирманцев, семья моногамная. Брак патрилокальный, наследование патрилинейное. Положение женщины относительно свободное. Иногда благосостояние семьи зависит от доходности женских занятий, огородничества, ткачества, мелкой торговли.

## Расселение
Араканцы считаются первой волной бирманцев, спустившихся с Саканмо по Чиндвину задолго до нашей эры. Уже в V веке до н. э., перевалив за Араканский хребет, они основали царство Сандуэ (г. Акьяб). Длительное разобщение с собственно бирманцами способствовало сохранению араканцами ряда особенностей в их быту.